# Bordei Verde
Bordei Verde – wieś w Rumunii, w okręgu Braiła, w gminie Bordei Verde. W 2011 roku liczyła 1338 mieszkańców.